# Тета1 Оріона B
Тета1 Оріона B (θ1 Ori, HD37021, BM Оріона) — змінна чотирьохкомпонентна зоряна система. 
Вона є однією з головних зір Трапеції Оріона разом з A, C і D. 
Більш віддаленим зорям в ядрі Трапеції Оріона, що мають приблизно 11-ту зоряну величину, також були присвоєні літери: Е і F, у той час як зорі, що позначені літерами G і H (іноді її позначають HH, оскільки вона є подвійною зорею) набагато тьмяніші.